# Ibragimov (cratère)
Pour les articles homonymes, voir Ibragimov.
Ibragimov est un cratère d'impact martien d'environ 86 km de diamètre. Il a été nommé en l'honneur de l'astrophysicien soviétique originaire d'Azerbaïdjan Nadir Baba Ogly Ibragimov.